# Francesco Borromini
Francesco Borromini, geboren als Francesco Castelli (Bissone (Zwitserland), 25 september 1599 - Rome, 2 augustus 1667) was een prominent en invloedrijk architect tijdens de Barok.

## Leven en werk

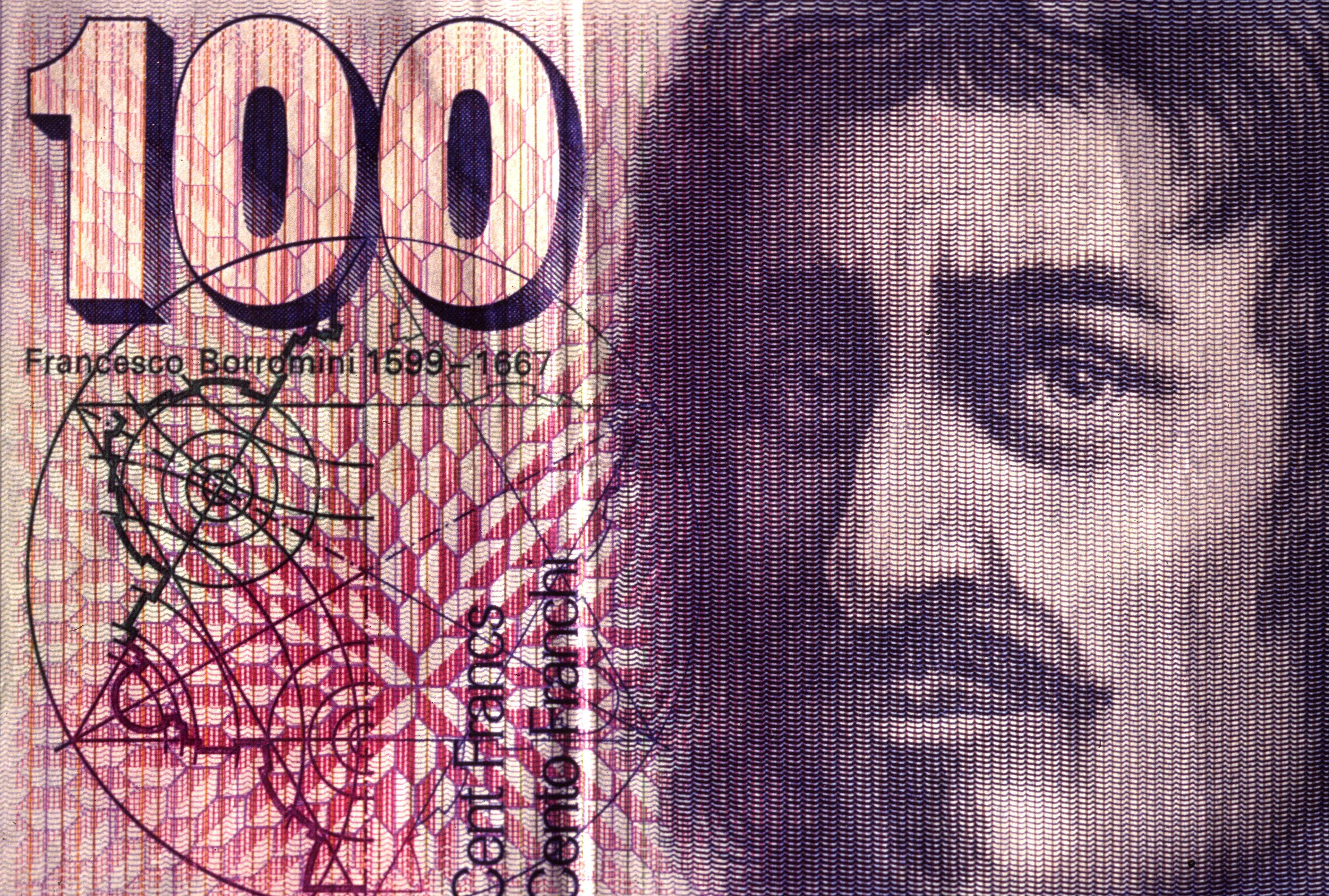
Borromini op een biljet van 100 Zwitserse frank uit 1978

### Jeugd en opleiding
Borromini was zoon van steenhouwer Giovanni Domenico Castelli en zijn vrouw Anastasia Garovo. Hij werd door zijn vader opgeleid tot steenhouwer en verhuisde voor verdere studie in dit beroep naar Milaan. Borromini werd ook wel Bissone genoemd, naar de plaats Bissone, gelegen in het Italiaanstalig deel van Zwitserland, nabij Lugano, waar hij geboren was. Toen hij naar Rome verhuisde in 1619 veranderde hij zijn naam in Borromini en ging werken voor een verre verwant, Carlo Maderno, in de Sint-Pieterskerk. Na het overlijden van Maderno tien jaar later sloot Borromini zich aan bij de groep restaurateurs en schilders rond Gian Lorenzo Bernini, waarmee hij de voorgevel van en de uitbreidingen aan Palazzo Barberini afrondde.

### San Carlino
Van 1634 tot 1637 werkte Borromini aan zijn eerste zelfstandige opdracht, de reconstructie van de kerk van San Carlo alle Quattro Fontane (ook wel bekend als de San Carlino). De voorgevel zou veel later volgen, aan het einde van zijn carrière, die dus met de San Carlino begon en eindigde. De kerk is gewijd aan San Carlo Borromeo, en dit kan ertoe hebben geleid dat hij zijn naam in Borromini veranderde. De kleine kerk wordt beschouwd als een exemplarisch meesterwerk uit de Romeinse Barok.
Borromini voorkwam lineair classicisme en vermeed een eenvoudige ronde vorm, maar werkte liever met bijvoorbeeld rimpelende ovalen, octagonen die vervagen naarmate men dichter bij de lantaren komt, de enige bron van licht in het donkere interieur. De kerk is klein van stuk; hij ontwierp naar binnen en buiten golvende muren die eruitzagen alsof ze niet van steen gevormd waren maar van een soepele stof die in beweging was gezet door een energetische ruimte, met daarin de uitgehouwen entablaturen, kroonlijsten, met zich meedragend de uitgehouwen gedenktekens, de friezen en pedimenten" (Trachtenberg & Hyman). De kerk is veel nadrukkelijker in geometrische hoogstandjes en minder voorzien van figuratieve decoraties dan Bernini's Sant'Andrea al Quirinale, welke aan de andere kant van de straat was gelegen. De laatste kerk heeft een sculptureel drama verwerkt in de architectuur, met de vorm van bel composto. In de San Carlino is het drama rationeel en geometrisch.

### Sant'Agnese in Agone
Bij de Sant'Agnese in Agone draaide Borromini het oorspronkelijke plan van Girolamo Rainaldi (en diens zoon Carlo Rainaldi) terug, waarin de hoofdingang uitkwam op de Via di Santa Maria dell'Anima. De voorgevel werd uitgebreid om delen van het aangrenzende Palazzo Pamphili te kunnen betrekken, waarmee hij ruimte creëerde voor de twee klokkentorens (elk hiervan had een klok, zoals in de Sint Pieterskerk, een voor de Romeinse tijd, en een voor de tempo ultramontano, de Europese tijd)
Borromini verloor zijn aanstelling echter door de dood van paus Innocentius X in 1655. De nieuwe paus, paus Alexander VII, en prins Camillo Pamphili namen Rainaldi weer aan, maar deze veranderde weinig aan het ontwerp, en de kerk wordt meestal beschouwd als een waardige expressie van Borromini's ideeën.

### Sant' Ivo alla Sapienza

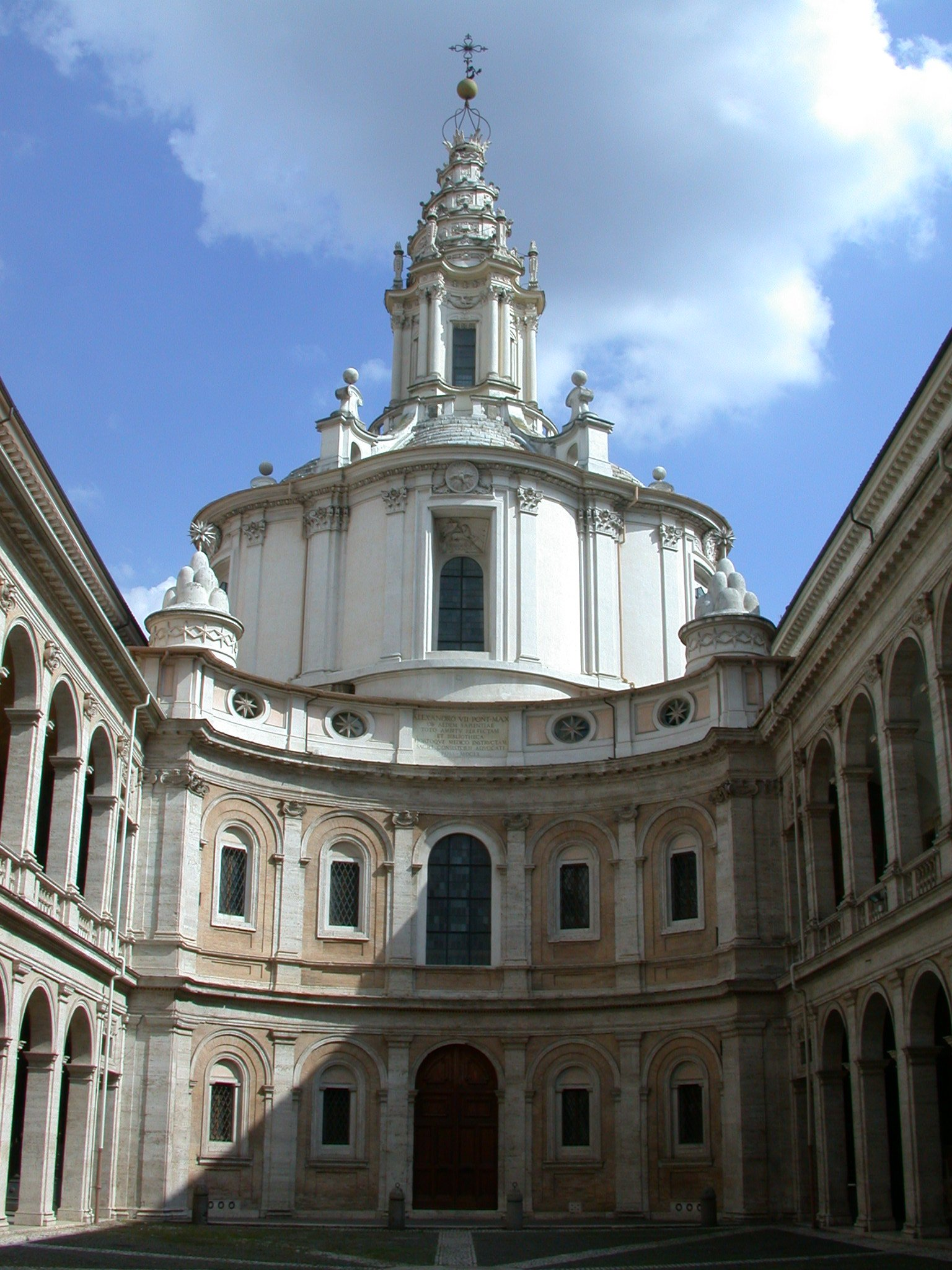
Sant'Ivo alla Sapienza, binnenplaats en voorgevel.

Vanaf 1640-1650 werkte Borromini aan het ontwerp van de kerk van Sant'Ivo alla Sapienza en de binnenplaats erbij, nabij de Romeinse universiteit Città Universitaria. Deze aan de heilige Ivo Hélory gewijde kerk was oorspronkelijk de kerk van de Romeinse Archiginnasio (Eerste School). Hij werd in eerste instantie voor de opdracht aanbevolen in 1632 door zijn toenmalige opzichter bij zijn werk aan het Palazzo Barberini, Gian Lorenzo Bernini. De bouwplaats werd, zoals zovele in het volgebouwde Rome, bemoeilijkt door de buitenkant. Het is gebouwd aan het einde van de lange binnenplaats van Giacomo della Porta.
De structuur van de geometrie is die van een symmetrische zespuntige ster; vanuit het midden van de vloer, lijkt de kroonlijst een tweetal gelijkvormige driehoeken die samen een hexagon vormen, maar drie van de punten hebben de vorm van een klaverblad, terwijl de andere drie een gewelfde vorm hebben. De binnenste kolommen zijn punten op een cirkel.

### Einde
Na een periode van depressies pleegde Borromini in 1667 zelfmoord in Rome.

## Andere werken
Borromini's andere werken omvatten:
- De ingrijpende restauratie van het interieur van de Basilica di San Giovanni in Laterano
- Cappella Spada, San Girolamo della Carità (onzekere bijdrage)
- Palazzo Spada (vals perspectief)
- Palazzo Barberini
- Santi Apostoli in Napels - Filamarino-altaar
- Sant'Andrea delle Fratte
- Oratorio dei Filippini - bij de Chiesa Nuova (Santa Maria in Vallicella)
- Collegio de Propaganda Fide
- Santa Maria dei Sette Dolori
- San Giovanni in Oleo (restauratie)
- Palazzo Giustiniani (samen met Carlo Fontana)
- De voorgevel van het Palazzo Falconieri
- Santa Lucia in Selci (restauratie)
- Sint-Pietersbasiliek (Poorten naar de Kapel van het Heilige Sacrament en mogelijk delen van het Baldacchino)
- San Carlo alle Quattro Fontane

- Bibsys: 90054048
- Biblioteca Nacional de Chile: 000060246
- Biblioteca Nacional de España: XX838472
- Bibliothèque nationale de France: cb123954573 (data)
- Catàleg d'autoritats de noms i títols de Catalunya: 981058516496406706
- CiNii: DA10482440
- Gemeinsame Normdatei: 118513745
- Historisch woordenboek van Zwitserland: 009083
- International Standard Name Identifier: 0000 0001 2119 4383
- KulturNav: 99ba2a84-0a13-46f2-84e4-072d6ac95c8d
- Library of Congress Control Number: n80025891
- Bibliotheek van het Japanse parlement: 00620405
- Nationale Bibliotheek van Tsjechië: jo2007376791
- Nationale bibliotheek van Australië: 36543363
- Nationale Bibliotheek van Israël: 987007280546405171
- Nationale Bibliotheek van Polen: a0000002010105
- Nederlandse Thesaurus van Auteursnamen: 068707746
- Réseau des bibliothèques de Suisse occidentale: 02-A000021811
- RKD-Nederlands Instituut voor Kunstgeschiedenis: 10843
- Istituto Centrale per il Catalogo Unico: RAVV029275
- LIBRIS: 178742
- SIKART: 4023369
- SNAC: w6nw1kgc
- Système universitaire de documentation: 033048746
- Trove: 1283032
- Union List of Artist Names: 500028306
- Virtual International Authority File: 7474084
- WorldCat: E39PBJvCTbhT3xjWTTxf3cxMT3